# باسكوال كومين
باسكوال كومين إي مويا ( سرقسطة ، 1855-1928) كان محاميًا وسياسيًا كارليًا إسبانيًا. منذ تسعينات القرن التاسع عشر، كان جزءا من اللجنه التنفيذيه الإقليمية لحزب سرقسطة، وقيادة الأراغون الإقليمية التابعة للتيار التقليدي الكارلي؛ ومنذ عام 1907 كان زعيم الحزب في منطقة أراغون. بلغ ذروة نشاطه السياسي في عام 1919، عندما تولي لمدة سته أشهر، من منتصف فبراير حتى منتصف أغسطس ، القيادة المؤقته لحزب الكارليين على مستوي إسباني وحتي اليوم تظل قيادته هي الاقصر في تاريخ الكارليه بأكمله.
كان ابنا ل بيينبينيدو كومين، محام بارز، وزعيم كارلي في أراغون، ومتعاونًا مقربًا من دون كارلوس خلال الست سنوات الثورية.
كان باسكوال كومين عميدا لكلية المحامين في سرقسطة، وهو نفس المنصب الذي شغله والده، كما تولى منصب رئيس القيادة الإقليمية للشراكه التقليدية في أراغون، بين عامي 1907 و1912.
بعد الانقسام الميليستي في فبراير 1919، عينه دون خايمي، بشكل مؤقت سكرتيرًا عامًا للشراكه، وهو المنصب الذي شغله حتى أغسطس من نفس العام.
كان كومين مؤيدا لألمانيا خلال الحرب العالمية الأولى، وكان في نزاع مع كونت ملغار ، المؤيد المعروف للحلفاء، والذي اعتبره كومين تاثيرا سلبيا على حركة الخايمية، وكذلك مع سالڤادور مينغيين.
عارض دون جدوى أن يقوم دون خايمي بتعيين ميلخور فيرير، المؤيد للخايمية والفرنسي الهوى مديرا لصحيفة El Correo Español
وللاحتجاج على هذا التعيين، تم عقد اجتماع في سرقسطة حضره كتلان، ومدريديون، ونافاريون.
بعد قبول استقالته من قبل دون خايمي في 13 أغسطس، تم تعيين لويس هيرناندو دي لاراميندي سكرتيرًا عامًا خلفا له.
وفي 30 نوفمبر، كان باسكوال كومين من بين المشاركين في الجمعية الكبرى في بياريتز ، التى أعادت تنظيم حركه الخايمية.
توفي في سرقسطة في 20 مارس 1928 كان شقيق فرانسيسكو خافيير كومين مويا وعم خيسوس كومين .